# 17019 Aldo
17019 Aldo è un asteroide della fascia principale. Scoperto il 23 febbraio 1999 (la prima osservazione risale al 1983), presenta un'orbita caratterizzata da un semiasse maggiore pari a 2,5822177 UA e da un'eccentricità di 0,1479360, inclinata di 15,01535° rispetto all'eclittica.